# Google Click-to-Call
Google Click-To-Call – forma linków sponsorowanych, gdzie kliknięcie nie powoduje przejścia na stronę reklamodawcy lecz połączenie telefoniczne za pomocą komputera z konsultantem. Wygląda to w ten sposób, że przy wynikach wyszukiwania pojawia się specjalna ikona telefonu, która sygnalizuje możliwość połączenia się z reklamodawcą. Po jej kliknięciu użytkownik jest proszony o wpisanie swojego numeru telefonu. Po zrobieniu tego, po chwili zadzwoni do niego Google i połączy z reklamodawcą. Skorzystanie z tej formy kontaktu nic nie kosztuje, za całe połączenie płaci Google (czyli de facto reklamodawca).